# Costacciaro
Costacciaro är en ort och kommun i provinsen Perugia i regionen Umbrien i Italien. Kommunen hade 1 159 invånare (2018).